# Soissons
Soissons [suason] je historické město ve Francii v departementu Aisne a v regionu Hauts-de-France. Leží v meandrech řeky Aisne asi 100 km severovýchodně od Paříže. Žije zde přibližně 29 tisíc obyvatel. V raném středověku bylo jedním z nejvýznamnějších franských měst.

## Historie

### Antika a středověk
Ve starověku sídlil v této oblasti keltských Belgů kmen Suessionů. Když sem v roce 57 př. n. l. přitáhl Julius Caesar, jejich město Noviodunum nemohl dobýt a založil nedaleko nové město, které pojmenoval Augusta Suessionum. Město velmi prosperovalo a ve 3. století si postavilo amfiteátr pro 20 tisíc diváků. Kolem 300 vzniklo také zdejší biskupství. Jako poslední římské město odolávalo barbarům a až po vítězství Chlodvíka I. nad Syagriem v roce 486 v bitvě u Soissons se město stalo merovejským královským sídlem a centrem Neustrie. Po legalizaci založení Franské říše Chlodvíka I. císařem Anastasiem I., přeložil Chlodvík hlavní město do Paříže.
Už ve 4. století bylo v Soissons biskupství a katedrála, druhá byla postavena v 9. století a současná třetí katedrála svatého Gervásia a Protásia  se začala budovat po roce 1176 (jižní příční loď). Do poloviny 13. století byla hotova, včetně západního průčelí, a jen severní příční loď byla dostavěna až v 15. století. Během stoleté války roku 1414 za povstání proti Karlu VI. bylo město silně poničeno, koncem 15. století se začal přestavovat klášter Saint-Jean-des-Vignes. Během náboženských válek byl Soissons v druhé polovině 16. století několikrát obléhán.
Za revoluce byly zrušeny kláštery a kostely vyrabovány, v napoleonských válkách hrál Soissons významnou úlohu. V prusko-francouzské válce v letech 1870/1871 byla zdejší pevnost v říjnu 1870 dobyta německým vojskem a opevnění byla zbořena. V první světové válce (1914–1918) bylo město dvakrát obsazeno německým vojskem a dělostřelectvem obou stran ze tří čtvrtin zničeno. Věž a katedrála zůstaly nepoškozeny.

## Pamětihodnosti
- Katedrála sv. Gervasia a Protasia, raně gotická trojlodní stavba s příčnou lodí z let 1176-1250, severní příční loď dostavěna až 1520. Uvnitř jsou zejména cenné vitráže ze 13.-15. století.
- Radnice, dříve vojenské velitelství z 18. století
- Zbytky kláštera Saint-Jean-des-Vignes z konce 15. století. Po zrušení kláštera za revoluce byl kostel počátkem 19. století prodán a rozebrán na kámen, takže se zachovalo jen průčelí.

## Galerie

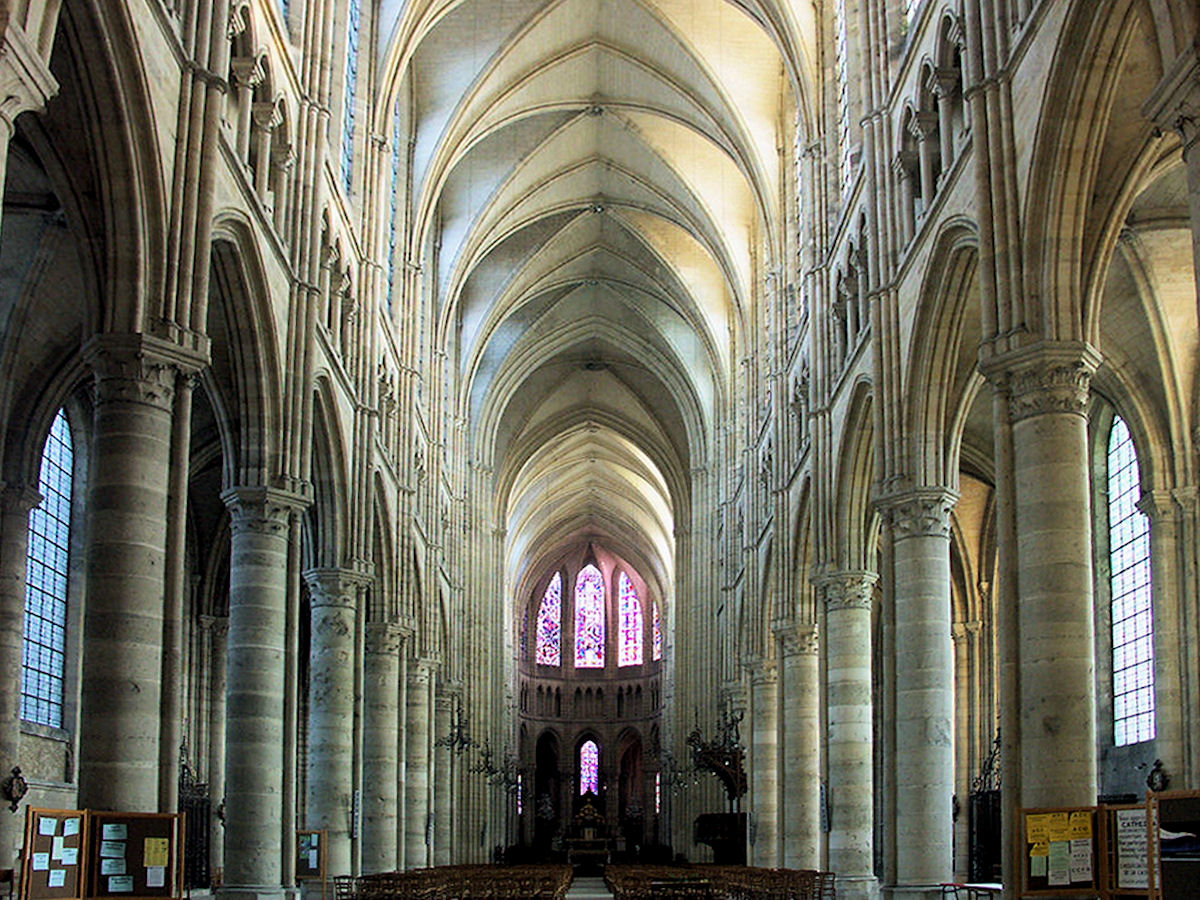
Katedrála, vnitřek
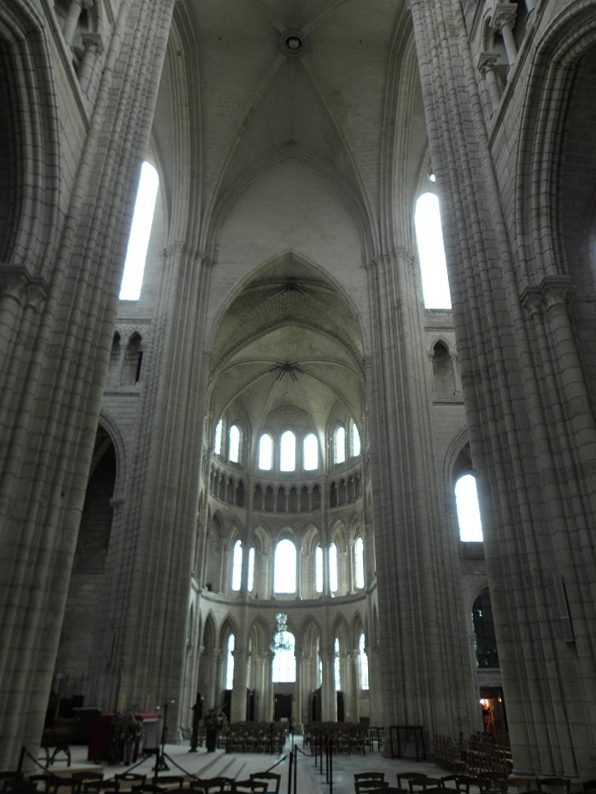
Příčná loď k jihu
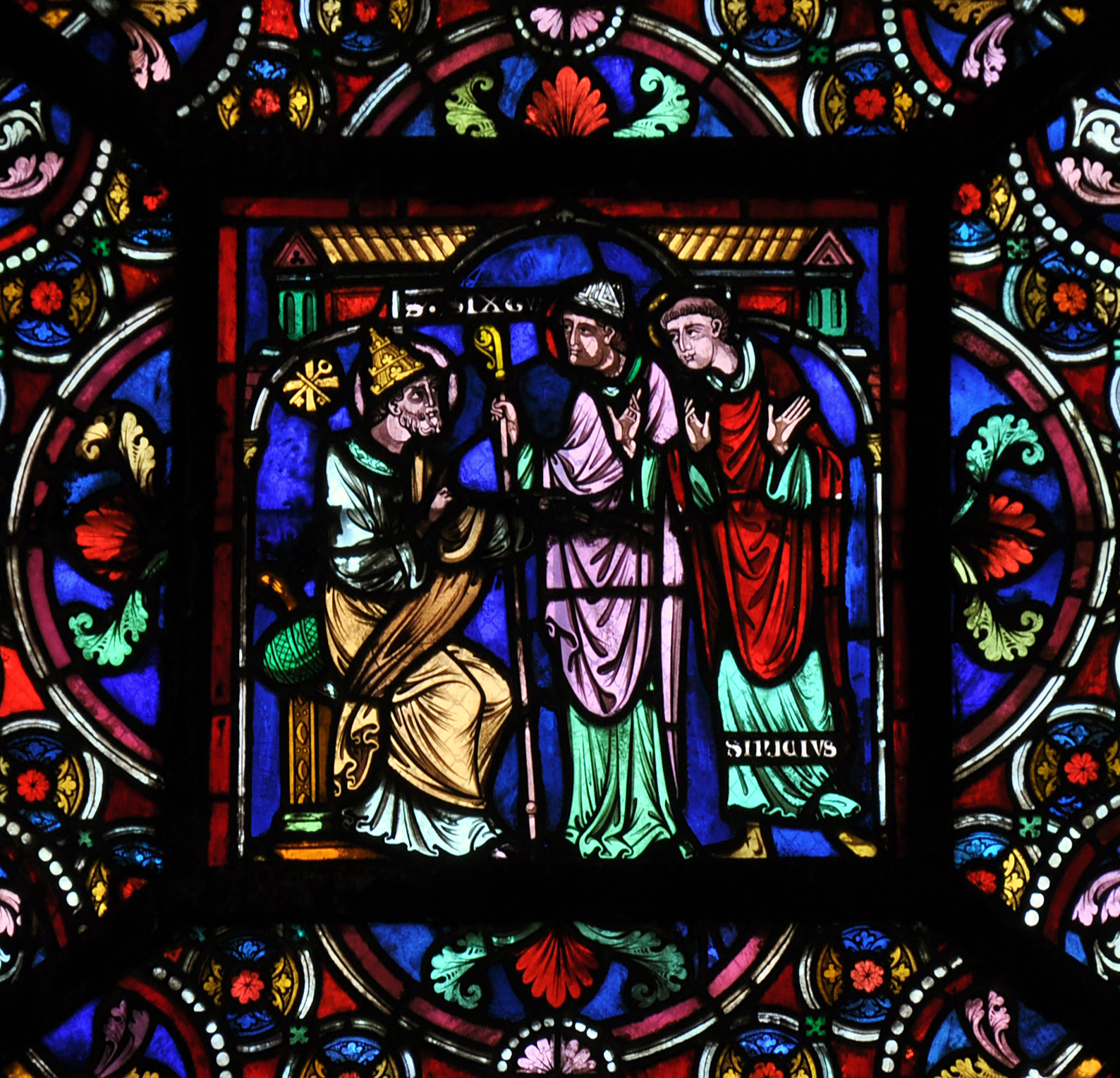
Vitráž, detail
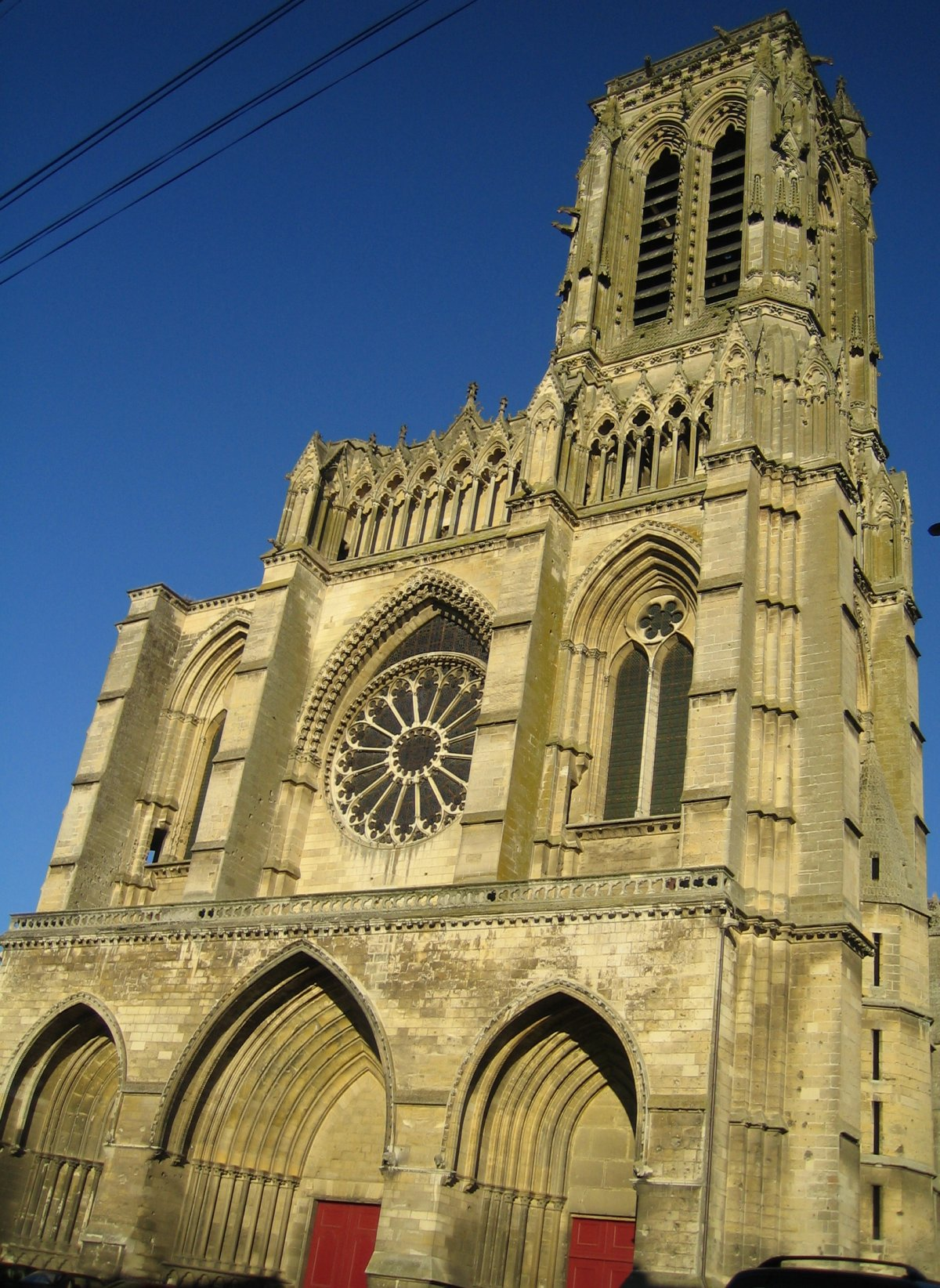
Katedrála, západní průčelí
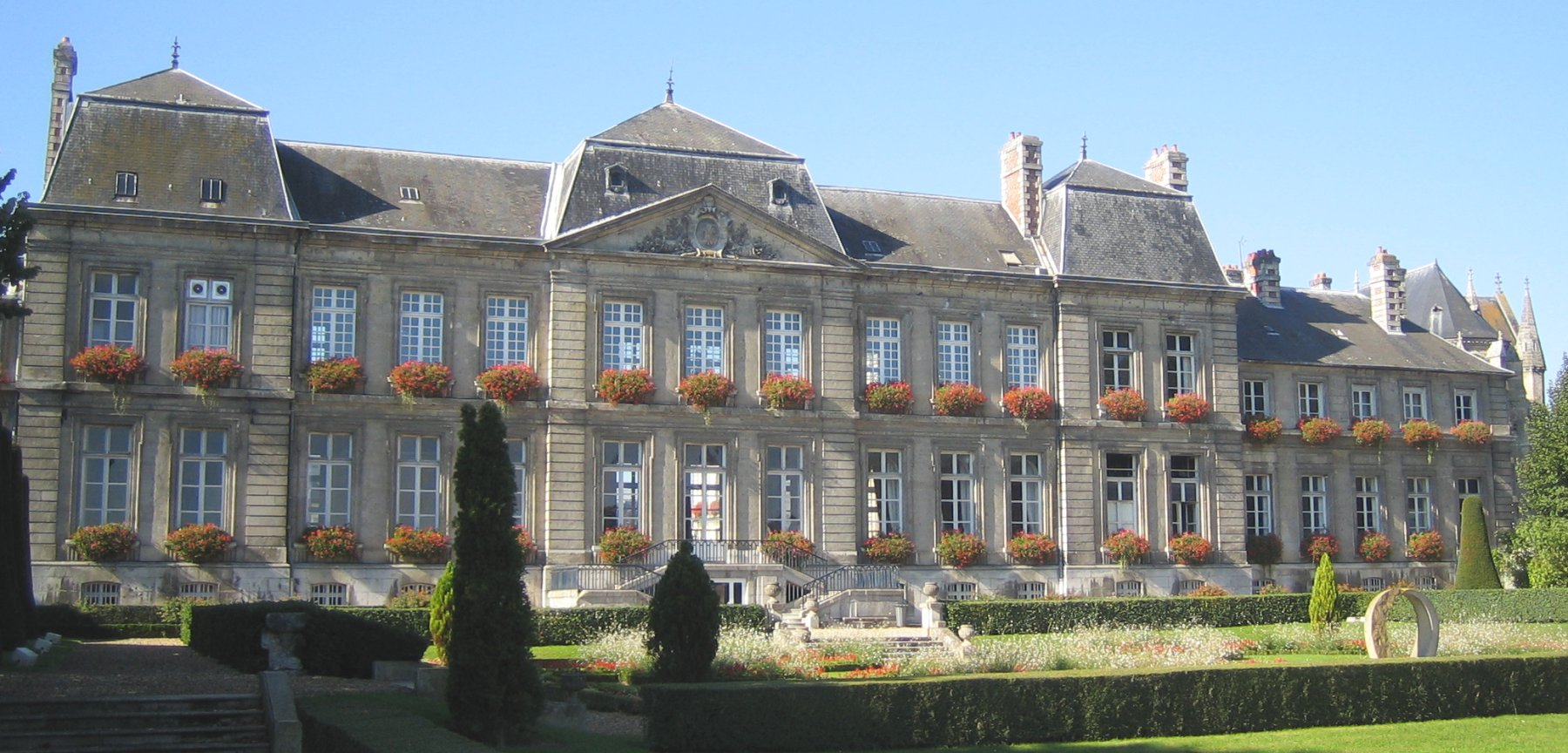
Radnice
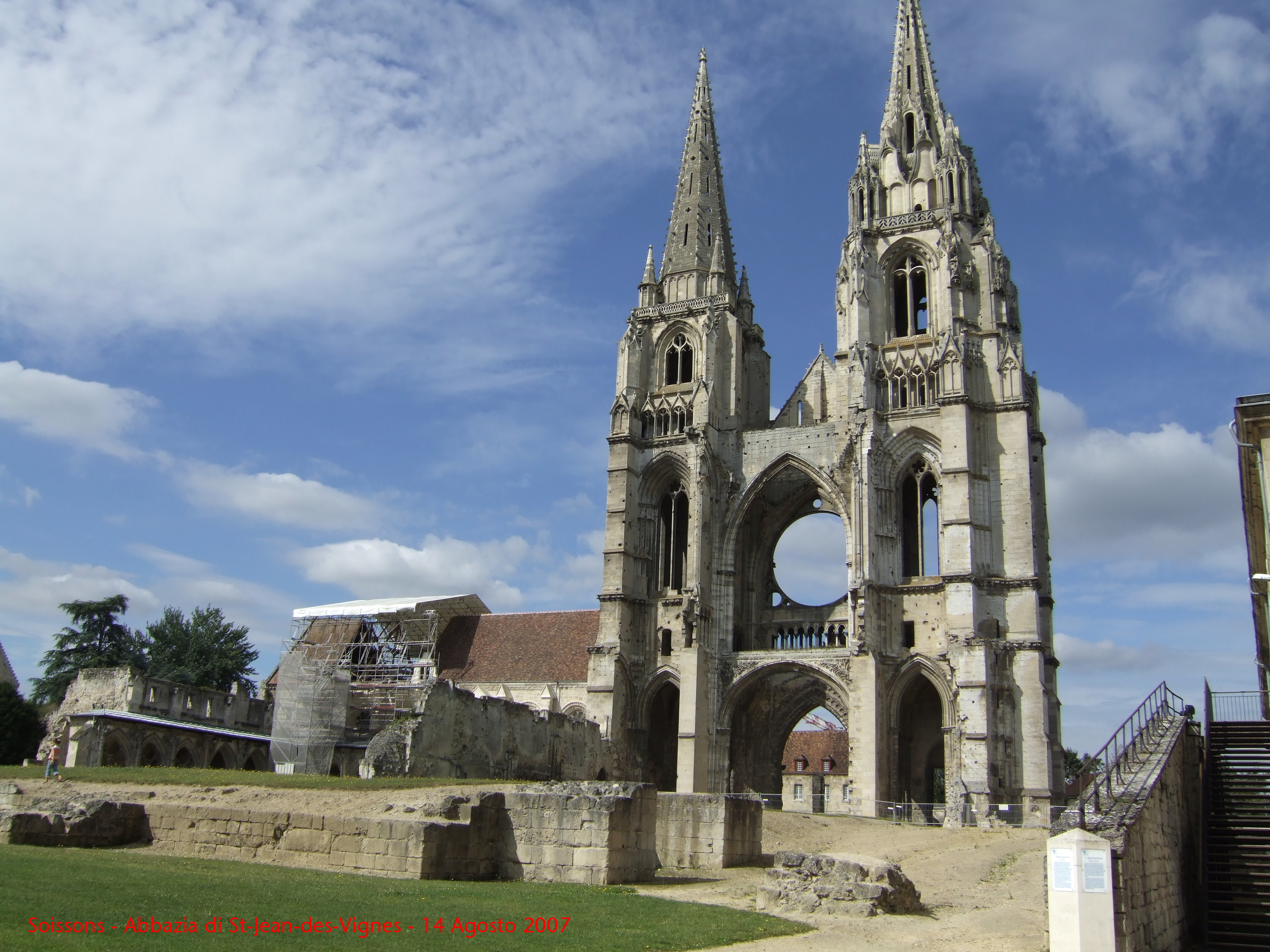
Zříceniny opatství Saint-Jean-des-Vignes

## Doprava
Soissons leží na železniční trati Paříž - Laon sítě TER-Picardie, na státní silnici RN 2 Paříž – Laon a RN 31 Remeš – Compiègne. Má pravidelné autobusové spojení na pařížské letiště Charlese de Gaulla, vzdálené asi 80 km. Ve městě je sportovní letiště.

## Sousední obce
Belleu, Billy-sur-Aisne, Bucy-le-Long, Courmelles, Crouy, Cuffies, Mercin-et-Vaux, Pasly, Pommiers, Vauxbuin, Villeneuve-Saint-Germain

## Vývoj počtu obyvatel
Počet obyvatel

## Osobnosti
- Syagrius († 486/87), poslední samostatný římský vládce království Soissons na území Západořímské říše
- Chlothar I. (497 nebo 500–561), franský král
- Chilperich I. (kolem 535–584), franský král
- Galswintha (540– 567), francká královna
- Chlothar II. (? – 629), od roku 584 franský král
- Theudebert II. (585–612), franský král
- Pipin III. Krátký (714–768), první franský král z rodu Karlovců
- Bertrada z Laonu (720/727? - 783), franská královna, manželka Pipina III. Krátkého a matka císaře Karla Velikého
- Karloman I. Franský (751–771), franský král v letech 768 až 771
- Robert I. Francouzský (cca 865/866? – 923), západofranský král
- Rudolf Burgundský (asi 890 – 936), francouzský král (923–936)
- Gerberga Saská (913–969), západofranská královna, manželka krále Ludvíka IV., abatyše v Soissons
- Arnulf ze Soissons (1040? -1085/1087?), biskup v Soissons a benediktinský řeholník
- Roscelin z Compiègne, (kolem 1050 – kolem 1124), teolog a filozof
- Karel II. Lotrinský (1554–1611), vévoda z Mayenne a hrabě z Maine, vůdce Katolické ligy
- Charles-François Frérot d’Abancourt (1756 – 1801), francouzský kartograf.
- Aurore Clémentová (* 1945), herečka
- Jean-Michel Wilmotte (* 1948), francouzský architekt, designér a urbanista

## Partnerská města
- Arad, Izrael
- Banamba, Mali
- Berkane, Maroko
- Câmpulung, Rumunsko
- Eisenberg, Německo
- Guardamar del Segura, Španělsko
- Louiseville, Kanada
- Stadthagen, Německo
- Tibouamouchine, Alžírsko